# Orca nana
L'orca nana (Peponocephala electra) és un cetaci de la família dels dofins oceànics (Delphinidae). Està estretament relacionada amb l'orca pigmea i els caps d'olla negres. L'orca nana té una àmplia extensió a les aigües tropicals d'arreu del món, tot i que no sol ser vista pels humans a causa de la seva preferència per les aigües profundes.
El seu nom específic, electra, significa ‘ambre’ en llatí.